# Велика награда Француске 2022.
Велика награда Француске 2022. (званично позната као фр. Formula 1 Lenovo Grand Prix de France 2022) је била трка Формуле 1 која је одржана 24. јула 2022. на стази Пол Рикар у Ле Кастелеу, Француска.
Макс Верстапен је победио у трци, док су Мерцедесови возачи Луис Хамилтон и Џорџ Расел завршили на другом и трећем месту, дајући тиму први дупли подијум у сезони. Шампионски изазивач Шарл Леклер је водио трку са пол позиције пре него што се сударио у 18. кругу.

## Позадина
Догађај је одржан током викенда од 22. до 24. јула. Била је то дванаеста рунда Светског шампионата Формуле 1 2022.

### Шампионати пре трке
Макс Верстапен је предводио шампионат возача са 38 поена испред Шарла Леклера, док је Серхио Перез трећи, са још 19 поена заостатка. Ред бул је предводио шампионат конструктора, предњачивши Ферари за 56 и Мерцедес за 122 поена.

### Учесници
Возачи и тимови су били исти као на листи за пријаву сезоне без додатних резервних возача за трку. Ник де Врис и Роберт Кубица су возили уместо Луиса Хамилтона и Валтерија Ботаса током првог тренинга.
Ово је била 300. трку за Луиса Хамилтона.

### Избор гума
Добављач гума Пирели донео је смеше за гуме Ц2, Ц3 и Ц4 (означене као тврде, средње и меке) како би тимови могли да користе на догађају.

### Промене на стази
Крај зоне ограничења брзине у боксу је померен са места где је била последња гаража тима на стварни излаз из бокса из безбедносних разлога, уз очекивану промену која ће додати 3,5–4 секунде времену када аутомобили губе у боксу. Поред тога, након забринутости Удружења возача Гранд Прија због доследности изрицања казни у тркама, неколико инцидената је неформално прегледано на брифингу за возаче како би се видело где возачи сматрају да је систем казни функционисао, а где није добро функционисао.

## Тренинг
Прва два тренинга су одржане 22. јула, док је трећи одржан 23. јула 2022.

## Квалификације
Квалификације су одржане 23.07.2022.

### Квалификациона класификација
| Поз.   | Бр. | Возач            | Конструктор  | Квалификациона времена | Квалификациона времена | Квалификациона времена | Стартна позиција |
| Поз.   | Бр. | Возач            | Конструктор  | К1                     | К2                     | К3                     | Стартна позиција |
| ------ | --- | ---------------- | ------------ | ---------------------- | ---------------------- | ---------------------- | ---------------- |
| 1      | 16  | Шарл Леклер      | Ферари       | 1:31,727               | 1:31,216               | 1:30,872               | 1                |
| 2      | 1   | Макс Верстапен   | Ред бул      | 1:31,891               | 1:31,990               | 1:31,176               | 2                |
| 3      | 11  | Серхио Перез     | Ред бул      | 1:32,354               | 1:32,120               | 1:31,335               | 3                |
| 4      | 44  | Луис Хамилтон    | Мерцедес     | 1:33,041               | 1:32,274               | 1:31,765               | 4                |
| 5      | 4   | Ландо Норис      | Макларен     | 1:32,672               | 1:32,777               | 1:32,032               | 5                |
| 6      | 63  | Џорџ Расел       | Мерцедес     | 1:33,109               | 1:32,633               | 1:32,131               | 6                |
| 7      | 14  | Фернандо Алонсо  | Алпин        | 1:32,819               | 1:32,631               | 1:32,552               | 7                |
| 8      | 22  | Јуки Цунода      | Алфа Таури   | 1:33,394               | 1:32,836               | 1:32,780               | 8                |
| 9      | 55  | Карлос Саинз     | Ферари       | 1:32,297               | 1:31,081               | Без времена            | 191              |
| 10     | 20  | Кевин Магнусен   | Хас          | 1:32,756               | 1:32,649               | Без времена            | 201              |
| 11     | 3   | Данијел Рикардо  | Макларен     | 1:33,404               | 1:32,922               | Н/Д                    | 9                |
| 12     | 31  | Естебан Окон     | Алпин        | 1:33,346               | 1:33,048               | Н/Д                    | 10               |
| 13     | 77  | Валтери Ботас    | Алфа Ромео   | 1:33,034               | 1:33,052               | Н/Д                    | 11               |
| 14     | 5   | Себастијан Фетел | Астон Мартин | 1:33,285               | 1:33,276               | Н/Д                    | 12               |
| 15     | 23  | Александер Албон | Вилијамс     | 1:33,423               | 1:33,307               | Н/Д                    | 13               |
| 16     | 10  | Пјер Гасли       | Алфа Таури   | 1:33,4392              | Н/Д                    | Н/Д                    | 14               |
| 17     | 18  | Ланс Строл       | Астон Мартин | 1:33,4392              | Н/Д                    | Н/Д                    | 15               |
| 18     | 24  | Џоу Гуанју       | Алфа Ромео   | 1:33,674               | Н/Д                    | Н/Д                    | 16               |
| 19     | 47  | Мик Шумахер      | Хас          | 1:33,701               | Н/Д                    | Н/Д                    | 17               |
| 20     | 6   | Николас Латифи   | Вилијамс     | 1:33,794               | Н/Д                    | Н/Д                    | 18               |
| Извор: |     |                  |              |                        |                        |                        |                  |

Напомене
- ^1  – Карлос Саинз и Кевин Магнусен су морали да почну трку из задњег страног реда због прекорачења своје квоте елемената агрегата.[9]
- ^2  – Пјер Гасли и Ланс Строл поставили су идентично време у квалификацијама. Гасли је био класификован испред Строла пошто је раније поставио време.[7]

## Трка
Пре трке, неки тимови су се бринули да би високе температуре могле да прегреју агрегат или гуме. Трка је почела у 15:00 по локалном времену 24. јула и трајала је 53 круга. Шарл Леклер је задржао своју прву позицију у првом реду, од Макса Верстапена. Луис Хамилтон је претекао Серхија Переза и покушао да обиђе Верстапена, али није успео да заврши напад. Естебан Окон и Јуки Цунода су се сударили у кривини осам. Обојица су у почетку могли да наставе даље, али се Цунода касније повукао због штете која је настала у несрећи. Окон је добио казну од пет секунди од стране ФИА.
Верстапен је у 16. кругу отишао у пит, али је Леклер у 18. кругу изгубио задњи део болида, због грешке возача, окренуо се и ударио у гумену ограду. Није могао да се врати и био је приморан да се повуче. Безбедносни аутомобил је изашао, што је омогућило да већи део возача одради стајање. Карлос Саинз је пуштен на пут Александеру Албону и ФИА је утврдила да је то било несигурно пуштање и накнадно је досудила Саинзу казну од пет секунди. Како је трка поново почела, Верстапен је задржао прво место, а даље су се сударили Џоу Гуанју и Мик Шумахер. Обојица су успели да наставе, а Џоу је досуђена пет секунди од стране ФИА.
У 41. кругу, Саинз је претекао Переза. Џорџ Расел, који је био иза Переза, покушао је да га престигне у зони кочења у скретању осам, где су ступили у контакт. Перез је био приморан да оде широко и задржао је место испред Расела. Саинз је касније отишао у бокс због проблема са гумама и изашао је на девето место (такође је одслужио своју казну), борећи се до петог.
Сударили су се Кевин Магнусен и Николас Латифи, доприносећи њиховом одустајању касније у трци, док је Џоу, који је имао проблем са погоном, стао у 49. кругу, који је изазвао виртуелни сигурносни аутомобил (ВСА). Када је његов ауто померен, ВСА се завршио и Расел је одмах прошао поред Переза. Перез је рекао да је био спор при поновном старту, јер је очекивао да ће се трка наставити раније и да није могао да реагује на време на одложено поновно покретање.
Верстапен је победио у трци, са Хамилтоном на другом и његовим сувоазчем из Мерцедеса Раселом на трећем. Перез је завршио четврти, а Саинз пети. Фернандо Алонсо је завршио шести, испред Ланда Нориса и Естебана Окона, који су завршили на седмом и осмом месту. Данијел Рикардо завршио је девети, испред Ланса Строла, кога је притискао његов сувозач из Астон Мартина, Себастијан Фетел.

### Тркачка класификација
| Поз.                                                     | Бр. | Возач            | Конструктор  | Кругови | Време/Разлика   | Место | Поени |
| -------------------------------------------------------- | --- | ---------------- | ------------ | ------- | --------------- | ----- | ----- |
| 1                                                        | 1   | Макс Верстапен   | Ред бул      | 53      | 1:30:02,112     | 2     | 25    |
| 2                                                        | 44  | Луис Хамилтон    | Мерцедес     | 53      | +10,587         | 4     | 18    |
| 3                                                        | 63  | Џорџ Расел       | Мерцедес     | 53      | +16,495         | 6     | 15    |
| 4                                                        | 11  | Серхио Перез     | Ред бул      | 53      | +17,310         | 3     | 12    |
| 5                                                        | 55  | Карлос Саинз     | Ферари       | 53      | +28,872         | 19    | 111   |
| 6                                                        | 14  | Фернандо Алонсо  | Алпин        | 53      | +42,879         | 7     | 8     |
| 7                                                        | 4   | Ландо Норис      | Макларен     | 53      | +52,026         | 5     | 6     |
| 8                                                        | 31  | Естебан Окон     | Алпин        | 53      | +56,959         | 10    | 4     |
| 9                                                        | 3   | Данијел Рикардо  | Макларен     | 53      | +1:00,372       | 9     | 2     |
| 10                                                       | 18  | Ланс Строл       | Астон Мартин | 53      | +1:02,549       | 15    | 1     |
| 11                                                       | 5   | Себастијан Фетел | Астон Мартин | 53      | +1:04,494       | 12    |       |
| 12                                                       | 10  | Пјер Гасли       | Алфа Таури   | 53      | +1:05,448       | 14    |       |
| 13                                                       | 23  | Александер Албон | Вилијамс     | 53      | +1:08,565       | 13    |       |
| 14                                                       | 77  | Валтери Ботас    | Алфа Ромео   | 53      | +1:16,666       | 11    |       |
| 15                                                       | 47  | Мик Шумахер      | Хас          | 53      | +1:20,394       | 17    |       |
| 162                                                      | 24  | Џоу Гуанју       | Алфа Ромео   | 47      | Агрегат2        | 16    |       |
| Оду                                                      | 6   | Николас Латифи   | Вилијамс     | 40      | Штета од судара | 18    |       |
| Оду                                                      | 20  | Кевин Магнусен   | Хас          | 37      | Штета од судара | 20    |       |
| Оду                                                      | 16  | Шарл Леклер      | Ферари       | 17      | Инцидент        | 1     |       |
| Оду                                                      | 22  | Јуки Цунода      | Алфа Таури   | 17      | Штета на поду   | 8     |       |
| Најбржи круг: Карлос Саинз (Ферари) – 1:35,781 (круг 51) |     |                  |              |         |                 |       |       |
| Извор:                                                   |     |                  |              |         |                 |       |       |

Напомене
- ^1  – Укључује један бод за најбржи круг.[42]
- ^2  – Џоу Гуанју је класификован пошто је прешао више од 90% трке.[41] Такође је добио казну од пет секунди због изазивања судара са Миком Шумахером. На његову коначну позицију казна није утицала.[41]

## Поредак шампионата после трке
|  | Поз. | Возач          | Поени |
|  | ---- | -------------- | ----- |
|  | 1    | Макс Верстапен | 233   |
|  | 2    | Шарл Леклер    | 170   |
|  | 3    | Серхио Перез   | 163   |
|  | 4    | Карлос Саинз   | 144   |
|  | 5    | Џорџ Расел     | 143   |

|   | Поз. | Конструктор | Поени |
| - | ---- | ----------- | ----- |
|   | 1    | Ред бул     | 396   |
|   | 2    | Ферари      | 314   |
|   | 3    | Мерцедес    | 270   |
| 1 | 4    | Алпин       | 93    |
| 1 | 5    | Макларен    | 89    |

- Напомена: Само првих пет позиција су приказане на табели.